# Wellenzahl
Der Begriff Wellenzahl (auch Repetenz genannt) wird in der physikalischen Literatur für verschiedene physikalische Größen in Zusammenhang mit der Frequenz {\displaystyle \nu } bzw. Kreisfrequenz {\displaystyle \omega } und der Phasengeschwindigkeit {\displaystyle c} von Wellen verwendet.
Die Wellenzahl ist definiert als Kehrwert der Wellenlänge {\displaystyle \lambda }:
{\displaystyle {\tilde {\nu }}={\frac {1}{\lambda }}}.
Die Größe ist zu unterscheiden von der Kreiswellenzahl, die sich aus der Wellenzahl durch Multiplikation mit {\displaystyle 2\pi } ergibt:
{\displaystyle k={\frac {2\pi }{\lambda }}}.
Die Verwendung des Buchstabens {\displaystyle k} für die Kreiswellenzahl rührt daher, dass die Kreiswellenzahl den Betrag des Wellenvektors angibt, für den häufig das mathematische Symbol {\displaystyle {\vec {k}}} verwendet wird.
In Texten der wissenschaftlichen Literatur wird die Kreiswellenzahl nicht selten leichthin als Wellenzahl bezeichnet. Bei quantitativen Angaben gilt aber streng, dass bei Angaben der Wellenzahl der Kehrwert der Wellenlänge zu verwenden ist. So bedeutet beispielsweise die Aussage, eine Absorptionslinie eines Moleküls liege bei 1500 cm−1, dass Infrarotlicht der Vakuumwellenlänge 6,67 μm (Photonenergie: 0,186 eV) absorbiert wird.

## Spektroskopie

Eine Welle, die in einem Meter zweimal schwingt. Daher hat sie eine Wellenlänge von 0,5 m und eine Wellenzahl von 2 m^{−1}.

In Publikationen mit spektroskopischen Daten wird häufig anstelle der Frequenz {\displaystyle \nu } oder der Photonenergie {\displaystyle h\nu } die entsprechende Wellenzahl angegeben. Dies ist Usus insbesondere in der Infrarot- und Terahertzspektroskopie (in Themengebieten wie der Atomphysik, Festkörperphysik, Chemie und Biologie).
Den Bezug zur Photonenergie erhält man über die Beziehung {\displaystyle \lambda \nu =c} zu
{\displaystyle h\nu ={\frac {hc}{\lambda }}=hc{\tilde {\nu }}},
wobei c für die Vakuumlichtgeschwindigkeit steht.
Eine anschauliche Bedeutung der Wellenzahl {\displaystyle {\tilde {\nu }}} erhält man über ihre Definition als Kehrwert der Wellenlänge {\displaystyle \lambda }:
{\displaystyle {\tilde {\nu }}={\frac {1}{\lambda }}={\frac {N}{l}}}.
Die Wellenzahl ist damit der Quotient aus der Anzahl N der auf die Länge l entfallenden Wellenlängen. Anschaulich ist sie die Anzahl der Schwingungen, die sie in einer Einheitslänge durchführt.
Ihre SI-Einheit ist m−1, vor allem in der Spektroskopie wird die CGS-Einheit cm−1, d. h. Anzahl der Schwingungen einer Welle pro Zentimeter, angegeben. Diese Einheit wird auch Kayser genannt, nach Heinrich Kayser. Zum Beispiel liegen Rotationsspektren im Bereich von 1–100 cm−1, während Schwingungsspektren im Bereich von 100–10.000 cm−1 liegen.
Im Sprachgebrauch wird mitunter auch die Einheit cm−1 Wellenzahl genannt, also statt „die Bande liegt bei 120 inversen Zentimetern“ wird gesagt „die Bande liegt bei 120 Wellenzahlen“.
Da 1 cm etwa 1/30.000.000.000 Lichtsekunden entspricht, besteht zwischen Wellenzahl und Frequenz ein Proportionalitätsfaktor von 30 Milliarden (1 cm−1 entspricht 30 GHz)
| Wellenzahl  | Wellenlänge | Frequenz | Energie  | Anwendung                        |
| ----------- | ----------- | -------- | -------- | -------------------------------- |
| 10.000 cm−1 | 1 µm        | 300 THz  | 1,25 eV  | Infrarotspektroskopie            |
| 1.000 cm−1  | 10 µm       | 30 THz   | 125 meV  | Infrarot/Terahertz-Spektroskopie |
| 100 cm−1    | 100 µm      | 3 THz    | 12,5 meV | Terahertz-Spektroskopie          |
| 10 cm−1     | 1000 µm     | 0,3 THz  | 1,25 meV | Mikrowellenspektroskopie         |

## Betrag des Wellenvektors
Die Kreiswellenzahl ist im mehrdimensionalen Fall der Betrag des Wellenvektors {\displaystyle k=|{\vec {k}}|}. Sie berechnet sich zu
{\displaystyle k=|{\vec {k}}|={\frac {\omega }{c}}={\frac {2\pi }{\lambda }}=2\pi \cdot {\tilde {\nu }}}.
Die Wellenzahl wird gelegentlich auch als Ortsfrequenz bezeichnet.